# Little Dragon
Little Dragon is een Zweedse band uit Göteborg (stad), die werd opgericht in 1996. De band bestaat uit vier leden en speelt elektronische muziek.

## Geschiedenis
Little Dragon werd opgericht in 1996 toen zangeres Yukimi Nagano klasgenoten Fredrik Wallin en Erik Bodin ontmoette. Het drietal oefende na schooltijd op nummers van De La Soul, A Tribe Called Quest en Alice Coltrane. De bandnaam is afkomstig van Nagano's bijnaam, die ze kreeg vanwege haar driftbuien.
De eerste plaat die de band uitbracht was de single "Twice/Test" die uitkwam in 2006. Een jaar later werd getekend bij het Britse platenlabel Peacefrog Records, en hier brachten ze hun gelijknamige debuutalbum uit in augustus 2007. Het derde album Ritual Union kwam op de 41e plek in de lijst van '50 beste albums van 2011' van het tijdschrift Rolling Stone.
Het vierde album van de band, Nabuma Rubberband, kwam uit in mei 2014 en werd positief ontvangen. Het album werd begin 2015 genomineerd voor een Grammy Award in de categorie 'Beste dance/elektronische muziekalbum'.
Het vijfde studioalbum van Little Dragon genaamd Season High werd uitgebracht op 14 april 2017.

## Bandleden
- Yukimi Nagano, vocalen en percussie
- Fredrik Källgren Wallin, basgitaar en keyboards
- Håkan Wirenstrand, keyboards
- Erik Bodin, drums

## Discografie

### Studioalbums
- Little Dragon (2007)
- Machine Dreams (2009)
- Ritual Union (2011)
- Nabuma Rubberband (2014)
- Season High (2017)

### Extended plays
- Twice Remix EP (2008)
- Blinking Pigs (2010)
- Ritual Union EP (2011)
- Little Man EP (2011)
- Amazon Artist Lounge (2014)
- Klapp Klapp / Paris Remixes (2014)
- Lover Chanting EP (2018)

### Overige albums
- Best Of (2014, compilatiealbum)
- Nabuma Purple Rubberband (2015, remixalbum)

## Prijzen en nominaties
- Nabuma Rubberband, nominatie voor Grammy Award, categorie 'Beste dance/elektronische muziekalbum', februari 2015.